# Casa Mary W. Adams
La Casa Mary W. Adams situada en Highland Park, Illinois, es una obra de Frank Lloyd Wright construida en 1905 en estilo Prairie School, caracterizado por líneas horizontales, cubiertas a cuatro aguas y amplios voladizos o aleros. 
Mary W. Adams contrató a Frank Lloyd Wright, quien le presentó un primer proyecto excesivamente caro para su economía, por lo que solicitó una segunda propuesta ajustada a un coste de 5.000$, convirtiéndose de este modo en la iniciadora de lo que más tarde Wright llamaría A Fireproof House for $5000.
La casa tenía habitaciones para una doncella y un criado. Fue diseñada con un sistema de llamada para que Adams pudiera solicitar ayuda desde cualquier lugar de la casa, incluso el porche. 
La casa está construida en madera con acabado enlucido. Los pavimentos son de roble blanco y el porche es el pino y el salón tiene una chimenea de ladrillo visto.